# ولادت عیسی

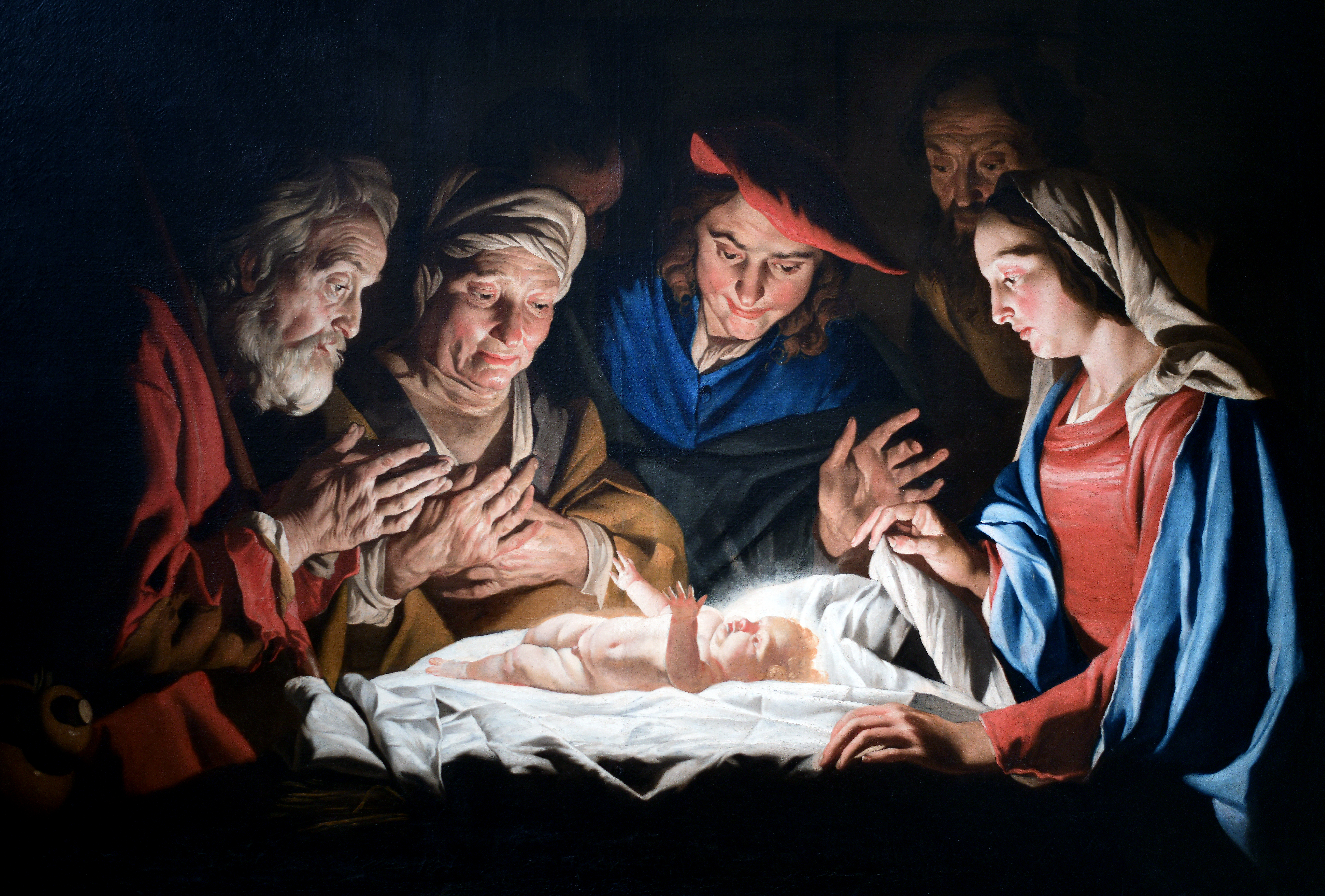
ستایش شبانان اثر نقاش هلندی ماتیاس استومر

ولادت عیسی، ولادت مسیح یا زایش عیسی رخدادی است که در اناجیل لوقا و متی توصیف شده‌است. این دو انجیل پذیرفته‌اند که عیسی در بیت‌لحم در استان یهودا زاده شد و مادرش مریم، نامزد مردی به نام یوسف نجار، از تبار داوود، بود. آورده اند که یوسف پدر زیستی او نبود و مریم او را باکره زاده‌بود.
ولادت مسیح پایه جشن مسیحی کریسمس در ۲۵ دسامبر است و در سال شرعی مسیحیان نقش اصلی را ایفا می‌کند. در این روز مسیحیان بسیاری برای نمایش دادن ولادت، سنت مغاره را در خانه اجرا یا در نمایش‌های مولودی یا جشن‌های کریسمس با تمرکز بر چرخه ولادت شرکت می‌کنند. در بسیاری از کشورهای قاره اروپا اجرای نمایش‌های باشکوهی در شبستان کلیسا، شامل مجسمه‌هایی از افراد به اندازه واقعی، در فصل کریسمس یک سنت است.
مسیحیان غربی همچون کاتولیک‌ها و بسیاری از پروتستان‌ها چهار یکشنبه پیش از کریسمس مراسم جشن ظهور را برای کسب آمادگی روحانی برای عید میلاد مسیح اجرا می‌کنند. مسیحیان ارتدکس شرقی و مشرقی یک آیین مشابه را به نام روزه ولادت چهل روز پیش از کریسمس اجرا می‌کنند. برخی از مسیحیان ارتدوکس شرقی (مثلاً یونانی‌ها و سوری‌ها) کریسمس را در ۲۵ دسامبر جشن می‌گیرند. برخی دیگر از ارتدکس‌ها (مثلاً قبطی‌ها، اتیوپیایی‌ها، گرجی‌ها و روس‌ها) کریسمس را در ۷ ژانویه جشن می‌گیرند. ارمنی‌ها نیز این روز را در ۶ ژانویه، همزمان با روز جشن تعمید وی، گرامی می‌دارند.

## مکان ولادت عیسی مسیح
جراردو نیولی اظهار داشته‌است: «آموزهٔ زرتشتی منجی آینده (سَوشیانت) مبنای داستان آمدن مُغان بیت لحم در انجیل متی (۱:۲–۱۲) بوده‌است.» استدلال این نظر نامحتمل را جوزپه مسینا طرح کرده‌است. مسینا نخست انکار می‌کند که مغان یک طبقهٔ روحانی مادی بوده‌اند. دیدگاه او این است که آنان پیروان متعصب زرتشت بوده‌اند که به همین دلیل با داریوش مخالفت کرده‌اند. مسینا برای القای این نظر که مغان ولادت عیسی مسیح زرتشتیانی بوده‌اند که به پیشگویی آخرالزمانی زرتشت پاسخ می‌داده‌اند. به منابعی همچون پیشگوی هیستاسپ، انجیل عربی کودکی مسیح، تئودور بارکنای (سدهٔ هشتم میلادی) و بار هبرائیوس (سدهٔ سیزدهم میلادی) استناد کرده‌است. او فرض را بر این می‌گذارد که آموزهٔ زرتشتی سَوشیانت الهام بخش متی بوده‌است. این دیدگاه اختلاف‌های ژرف میان دو مفهوم منجی و رستگاری در زرتشتی و مسیحیت را نادیده می‌انگارد.
به رغم این حقیقت که برخی آبای کلیسا (مانند کلمنس اسکندرانی) به زرتشتی بودن مغان ولادت مسیح باور داشته‌اند، از تاریخ مغان و متن کتاب مقدس چنین بر می‌آید که آنان اختربینانی احتمالاً بین‌النهرینی بوده‌اند. بیشاپ اظهار داشته‌است: «اورگین که فلسطین زمان خود را می‌شناخت و یروم که در بیت لحم می‌زیست، ادعاهای اختربینان بابلی را با علاقه پذیرفتند، همچنان که آگوستین قدیس هیپویی پذیرفت؛ و باید تصدیق کرد که اجماع این سه دانشمند تحسین‌برانگیز است.»

## ستارهٔ ولادت مسیح
بیش از پانصد کتاب و مقاله و تحقیق دربارهٔ موضوع «ستاره» وجود دارد که از آن نور آسمانی که مغان را هدایت کرد؛ تفسیرهای گوناگونی به میان آورده‌اند. برخی از یک نواختر سخن گفته‌اند: ستاره‌ای که به‌طور ناگهانی روشنایی اش زیاد می‌شود.
گزارش‌های چینی حاکی از آن هستند که در سال پنجم ق. م نواختری در نزدیکی ستارهٔ آلفای آکوئیله به مدت هفتاد روز مشاهده می‌شده‌است. دیگران از امکان وجود ستاره‌ای دنباله دار سخن گفته‌اند. برخی توجه خود را بر ستارهٔ دنباله دار هالی متمرکز کرده‌اند که در سال دوازدهم ق. م میلاد آشکار شده‌است. جک فینگان بر پایهٔ گزارش‌های چینی‌ها این نظر را مطرح کرده که ممکن است ستاره‌های دنباله دار (یا نواخترهای) سال پنجم یا چهارم ق. م مغان را به آغاز سفر واداشته باشند و دیگر این که ممکن است ستارهٔ دنباله دار آوریل سال چهارم ق. م وقتی آنان به یهودیه رسیده‌اند، در حال درخشیدن بوده‌است.
یوهانس کپلر ستاره‌شناس بزرگ سدهٔ هفدهم میلادی محاسبه کرد که قِران سه گانهٔ برجیس و کیوان که پیش از ظاهر شدن ابرنواختر سال ۱۶۰۴ میلادی اتفاق افتاد، بایست در سال هفتم ق. م در صورت فلکی حوت نیز اتفاق افتاده باشد. دیوید هیوز استدلال کرده‌است که این قِران (مقارنه) سه گانهٔ برجیس و کیوان ستاره ولادت مسیح بوده‌است.

## در اسلام
ولادت عیسی در قرآن در آیات ۱۶ تا ۳۴ سوره مریم و ۴۵ تا ۵۳ سوره آل عمران روایت شده‌است. این ولادت با موارد اضافی توسط مورخان اسلامی طی قرن‌ها بازگو شده‌است. در حالی که الهیات اسلامی تولد عیسی از مریم باکره تأیید می‌کند، مفهوم لقاح پاک که در برخی از سنت‌های مسیحی مربوط به تولد مریم است را قبول ندارند.